# تيموثي كاستانيي
تيموثي كاستانيي (5 ديسمبر 1995 بآرلون في بلجيكا - ) هو لاعب كرة قدم بلجيكي في مركز الظهير الأيمن. شارك مع منتخب بلجيكا تحت 18 سنة لكرة القدم ومنتخب بلجيكا تحت 19 سنة لكرة القدم ومنتخب بلجيكا تحت 21 سنة لكرة القدم. أما مع النوادي، فقد لعب مع نادي جينك.

## وصلات خارجية
- تيموثي كاستانيي على موقع الاتحاد الدولي (مؤرشف)  (الإنجليزية)
- تيموثي كاستانيي على موقع الاتحاد الأوربي (الإنجليزية)
- تيموثي كاستانيي على موقع الاتحاد البلجيكي (الإنجليزية)
- تيموثي كاستانيي على موقع إي إس بي إن إف سي (الإنجليزية)
- تيموثي كاستانيي على موقع قاعدة بيانات كرة القدم.إي يو (الإنجليزية)
- تيموثي كاستانيي على موقع ليكيب (الفرنسية)
- تيموثي كاستانيي على موقع ناشيونال فوتبول تيمز (الإنجليزية)
- تيموثي كاستانيي على موقع Soccerbase.com (لاعب) (الإنجليزية)
- تيموثي كاستانيي على موقع Soccerway.com (الإنجليزية)
- تيموثي كاستانيي على موقع عالم كرة القدم.نت (الإنجليزية)